# Mỏ muối Wieliczka
Mỏ muối Wieliczka (tiếng Ba Lan: Kopalnia soli Wieliczka) là một mỏ muối nằm tại thị trấn Wieliczka, trong khu vực đô thị Kraków, miền nam Ba Lan. Mỏ muối này là nơi khai thác muối ăn liên tục từ thế kỷ 13 cho đến tận năm 2007 khiến nó trở thành một trong những mỏ muối hoạt động lâu đời nhất thế giới. Trong suốt chiều dài lịch sử, mỏ muối này được quản lý và vận hành bởi công ty Żupy krakowskie.
Khai thác muối thương mại đã bị ngừng vào năm 1996 do giá muối sụt giảm và tình trạng lũ lụt. Mỏ muối Wieliczka hiện là một Di tích lịch sử quốc gia của Ba Lan. Các điểm tham quan của nó bao gồm các giếng mỏ và lối đi mê cung, phòng trưng bày công nghệ khai thác muối lịch sử, một hồ nước ngầm, bốn nhà nguyện cùng nhiều bức tượng được chạm khắc từ đá muối bởi các thợ mỏ và các tác phẩm điêu khắc gần đây của các nghệ sĩ đương đại.

## Lịch sử
Mỏ muối đạt đến độ sâu 327 mét, với tổng chiều dài của các đường ngang và khoang trong lên tới 287 km (178 dặm). Muối đá tự nhiên có các sắc thái khác nhau của màu xám, giống như đá granit chưa được đánh bóng hơn là màu trắng tinh thể. Từ thế kỷ 13, nước muối cô đặc nổi lên trên bề mặt và người ta đã thu thập và xử lý cho ra hàm lượng natri chloride (muối ăn) để sử dụng. Trong thời kỳ này, các giếng mỏ đầu tiên đã được đào để chiết xuất muối ăn từ đá muối. Cuối thế kỷ 13 cho đến đầu thế kỷ 14, một lâu đài xưởng muối được xây dựng.
Trong nhiều thế kỷ, địa điểm nổi tiếng và khó đến này đã được nhiều du khách đến thăm, trong đó có Nicolaus Copernicus, Johann Wolfgang von Goethe, Alexander von Humboldt, Dmitri Ivanovich Mendeleev, Bolesław Prus, Ignacy Paderewski, Robert Baden-Powell, Jacob Bronowski (người đã quay những đoạn trong bộ phim The Ascent of Man trong mỏ muối), Karol Wojtyła (sau là Giáo hoàng John Paul II), cựu Tổng thống Hoa Kỳ Bill Clinton, nhiều nhân vật hoàng gia và vô số thường dân.
Trong thời kỳ Thế chiến thứ hai, mỏ muối được quân Đức chiếm đóng sử dụng để chứa các nhà máy sản xuất vật dụng phục vụ chiến tranh.
Mỏ muối cổ xưa mang dáng dấp mê cung này đã tạo cảm hứng để dựng lại các cảnh mê cung trong tiểu thuyết lịch sử Faraon, phát hành năm 1895 của Bolesław Prus.
Năm 1978 mỏ muối Wieliczka được UNESCO công nhận là di sản thế giới.
Mỏ muối cùng với các nhà thờ, hồ và các lối đi tạo thành một "thành phố ngầm".

## Các bức ảnh

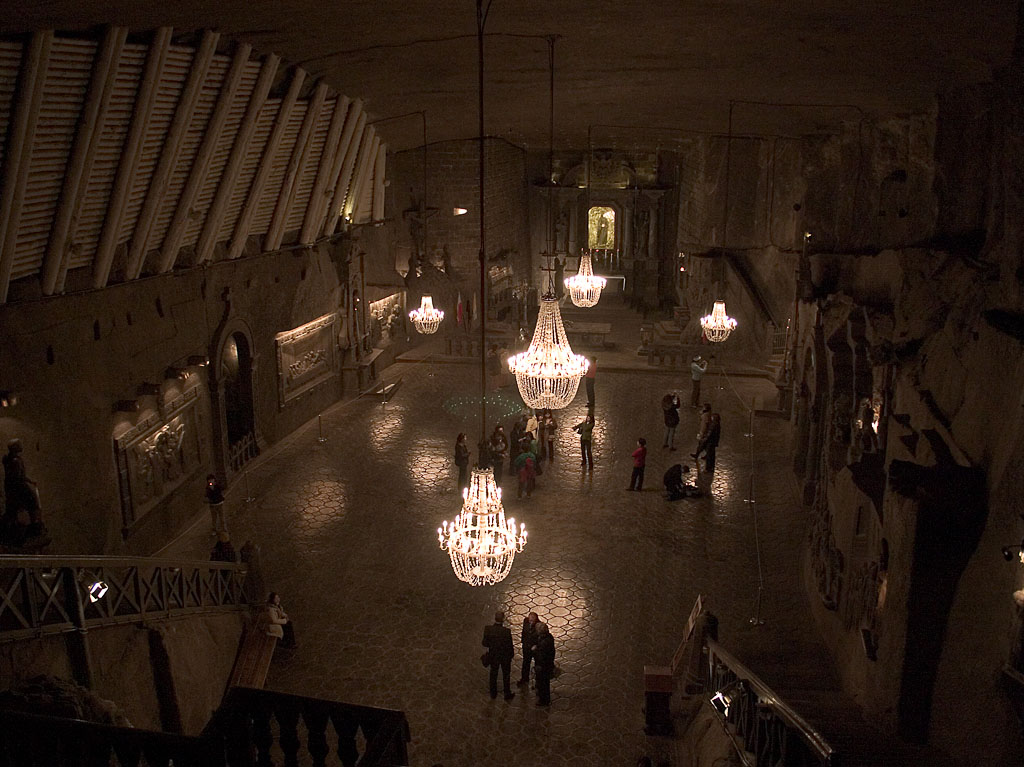
Nhà nguyện Thánh Kinga, sâu phía trong mỏ muối Wieliczka.
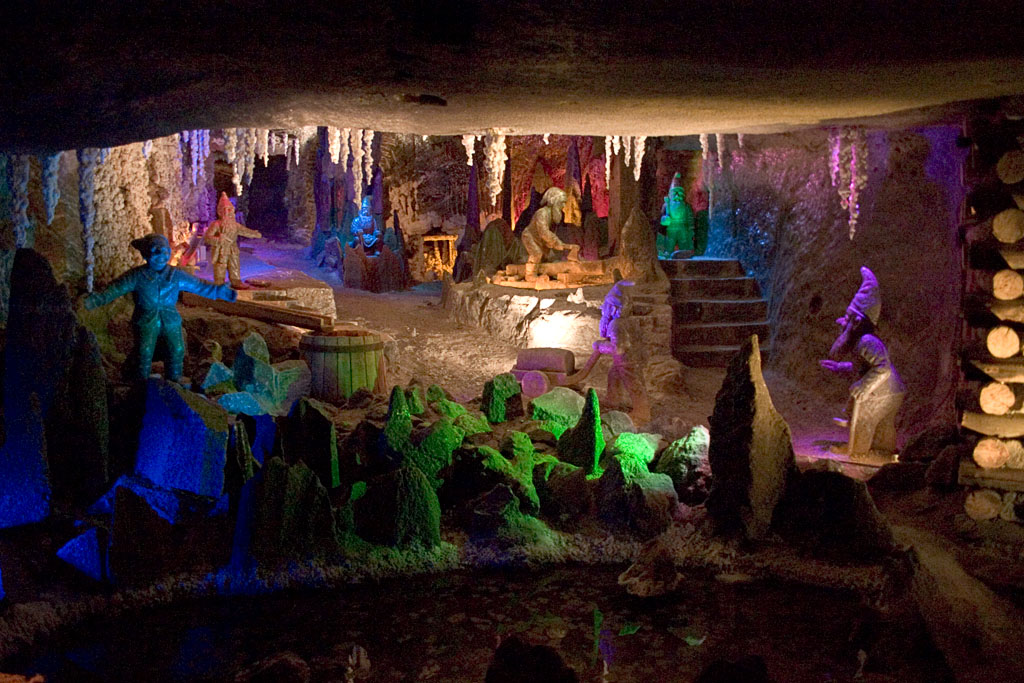
Tận cùng của hầm Kunegunda.
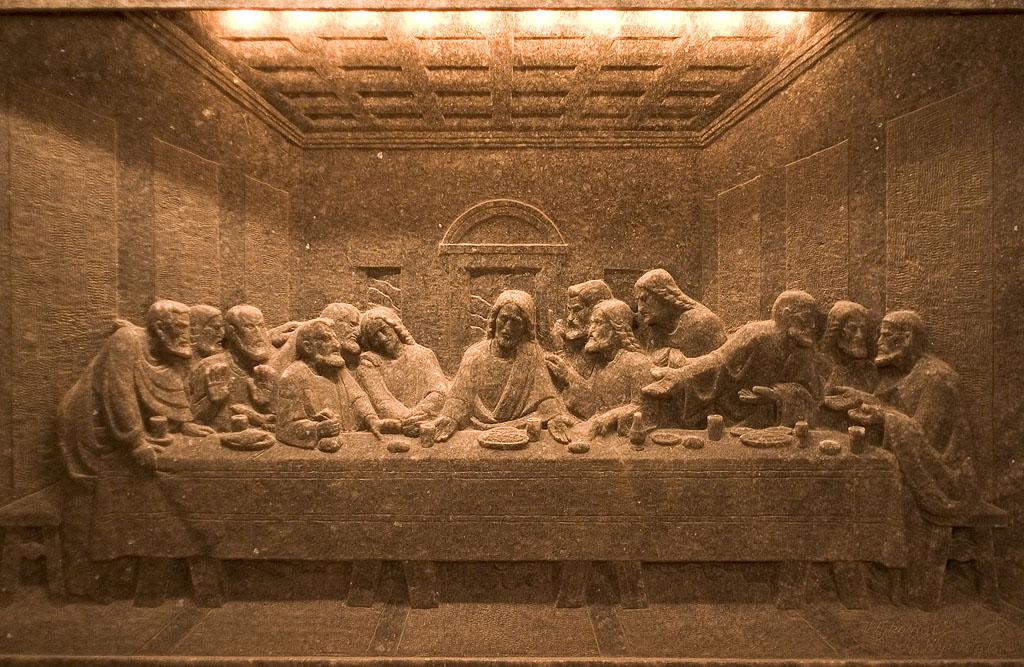
Kiệt tác Bữa ăn tối cuối cùng của Da Vinci, được tạc lại trên bức tường muối đá.